# A magyar labdarúgó-válogatott mérkőzései 1953-ban
A magyar labdarúgó-válogatottnak 1953-ban nyolc találkozója volt. A májusi Olaszország elleni mérkőzés az 1948 óta tartó Európa-kupa döntője és a római Olimpiai Stadion avatója volt, 28 év után sikerült otthon legyőzni az olasz csapatot.
Október 4-én két meccse is volt a válogatottnak, Csehszlovákia ellen 5–1, de Bulgária ellen csak 1–1 lett a végeredmény. Először mérkőzött a válogatott november 15-én a Népstadionban Svédország ellen, a 2–2-es döntetlen főpróbája volt a tíz nappal későbbi Anglia elleni találkozónak.
Az évszázad mérkőzése következett, a Wembley Stadionban 105 000 néző volt kíváncsi az Olimpiai-bajnok és Európa-kupa győztes magyar csapatra. Nem kellett csalódniuk, parádés játékot mutatott be a magyar válogatott. Már az első percben gólt lőtt Hidegkuti, Sewell szépített a 14. percben, Hidegkuti újra betalált a 22. percben. Puskás legendás gólja három perc múlva esett, Merrick kapust is kicselezve lőtt a hálóba. A szünetre már 4–2-es magyar vezetéssel vonult le a két csapat.
A második félidő ötödik percében Bozsik és alig három perc múlva újra Hidegkuti növelte a magyar gólok számát, Ramsey 11-esből szépített. Első vereségét szenvedte el otthon az angol-válogatott.
Szövetségi kapitány:
- Sebes Gusztáv

## Eredmények
| 296. mérkőzés 1953. április 26. | Magyarország | 1 – 1             | Ausztria     | Megyeri út, Budapest Nézőszám: 44 000 Játékvezető: William Evans (ENG) |
| 296. mérkőzés 1953. április 26. | Czibor 45'   | (1 – 1) Részletek | Hinesser 16' | Megyeri út, Budapest Nézőszám: 44 000 Játékvezető: William Evans (ENG) |

| 297. mérkőzés 1953. május 17. Európa-kupa | Olaszország | 0 – 3             | Magyarország                 | Olimpiai Stadion, Róma Nézőszám: 80 000 Játékvezető: William Evans (ENG) |
| 297. mérkőzés 1953. május 17. Európa-kupa |             | (0 – 1) Részletek | Hidegkuti 40' Puskás 63' 70' | Olimpiai Stadion, Róma Nézőszám: 80 000 Játékvezető: William Evans (ENG) |

| 298. mérkőzés 1953. július 5. | Svédország               | 2 – 4             | Magyarország                                     | Råsunda Stadion, Stockholm Nézőszám: 40 000 Játékvezető: Karel van der Meer (HOL) |
| 298. mérkőzés 1953. július 5. | Sandberg 39' Sandell 71' | (1 – 1) Részletek | Puskás 19' Budai II 53' Kocsis 76' Hidegkuti 78' | Råsunda Stadion, Stockholm Nézőszám: 40 000 Játékvezető: Karel van der Meer (HOL) |

| 299. mérkőzés 1953. október 4. | Csehszlovákia | 1 – 5             | Magyarország                                      | Hadsereg-stadion, Prága Nézőszám: 50 000 Játékvezető: Alois Reinhardt (GDR) |
| 299. mérkőzés 1953. október 4. | Kacani 40'    | (1 – 4) Részletek | Csordás 18' 42' Hidegkuti 20' Tóth 24' Puskás 71' | Hadsereg-stadion, Prága Nézőszám: 50 000 Játékvezető: Alois Reinhardt (GDR) |

| 300. mérkőzés 1953. október 4. | Bulgária  | 1 – 1             | Magyarország | Levszki-stadion, Szófia Nézőszám: 45 000 Játékvezető: Metoděj Charousek (TCH) |
| 300. mérkőzés 1953. október 4. | Kolev 74' | (0 – 1) Részletek | Szilágyi 29' | Levszki-stadion, Szófia Nézőszám: 45 000 Játékvezető: Metoděj Charousek (TCH) |

| 301. mérkőzés 1953. október 11. | Ausztria              | 2 – 3             | Magyarország                  | Práter-stadion, Bécs Nézőszám: 65 000 Játékvezető: René Baumberger (SUI) |
| 301. mérkőzés 1953. október 11. | Happel 55' Wagner 86' | (0 – 0) Részletek | Csordás 57' Hidegkuti 65' 74' | Práter-stadion, Bécs Nézőszám: 65 000 Játékvezető: René Baumberger (SUI) |

| 302. mérkőzés 1953. november 15. | Magyarország           | 2 – 2             | Svédország              | Népstadion, Budapest Nézőszám: 80 000 Játékvezető: Erich Steiner (AUT) |
| 302. mérkőzés 1953. november 15. | Palotás 74' Czibor 78' | (0 – 0) Részletek | Källgren 60' Hamrin 87' | Népstadion, Budapest Nézőszám: 80 000 Játékvezető: Erich Steiner (AUT) |

| 303. mérkőzés 1953. november 25. | Anglia                                         | 3 – 6             | Magyarország                                   | Wembley Stadion, London Nézőszám: 105 000 Játékvezető: Leo Horn (HOL) |
| 303. mérkőzés 1953. november 25. | Sewell 14' Martensen 38' Ramsey 57' (11-esből) | (2 – 4) Részletek | Hidegkuti 1' 22' 53' Puskás 25' 29' Bozsik 50' | Wembley Stadion, London Nézőszám: 105 000 Játékvezető: Leo Horn (HOL) |